# ВК Ујпешт
ВК Ујпешт (мађ. Újpesti Torna Egylet) је био мађарски ватерполо клуб из Будимпеште.
Клуб је био део спортског друштва Ујпешт, основаног 1885. године. Ватерполо секција је основана 1891. године, а због финансијских проблема клуб је угашен 2011. године.
Са 26 титула националног првенства и 19 националног купа Ујпешт је најтрофејнији ватерполо клуб у Мађарској. Поред домаћих трофеја такође је освојио и Куп европских шампиона 1994, три пута ЛЕН Трофеј и једном Суперкуп Европе.

## Трофеји

### Национални
- Прва лига Мађарске: 26

1930, 1931, 1932, 1933, 1934, 1935, 1936, 1937, 1938, 1939, 1941, 1942, 1945, 1946, 1948, 1950, 1951, 1952, 1955, 1960, 1967, 1986, 1991, 1993, 1994, 1995.
- Куп Мађарске: 19

1929, 1931, 1932, 1933, 1934, 1935, 1936, 1938, 1939, 1944, 1948, 1951, 1952, 1955, 1960, 1963, 1975, 1991, 1993.

### Међународни
- Лига шампиона (Куп шампиона/Евролига):

Освајач (1): 1994.
Финалиста (2): 1995, 1996.
- Куп Европе: 3

1993, 1997, 1999.
- Суперкуп Европе: 1

1994.